# Thomas Damian
Thomas Damian (* 30. August 1984 in Bozen) ist ein ehemaliger italienischer Naturbahnrodler. Er startete im Einsitzer und erreichte im Weltcup sowie bei internationalen Juniorenmeisterschaften jeweils zwei Top-10-Platzierungen.

## Karriere
Damian nahm ab 2000 dreimal an Junioreneuropameisterschaften teil. Sein bestes Ergebnis hierbei erzielte er 2003 in Kreuth, als er Achter im Einsitzer wurde. Besser lief es für ihn im nächsten Jahr, als er in Kindberg zum einzigen Mal an einer Juniorenweltmeisterschaft teilnahm und Fünfter im Einsitzer wurde. An Titelentscheidungen in der Allgemeinen Klasse hat Damian nur einem teilgenommen. Bei der Europameisterschaft 2002 in Frantschach-Sankt Gertraud belegte er Platz 24. Für die Weltmeisterschaft 2003 war er zwar gemeldet, nahm aber nicht am Wettkampf teil.
Nachdem Damian in der Saison 2001/2002 den zweiten Gesamtrang im Interkontinentalcup und zugleich den ersten Platz in seiner Altersklasse erreicht hatte, startete er ab der Saison 2002/2003 auch im Weltcup. In seinem ersten Weltcuprennen am 22. Dezember 2002 erreichte er im Parallelwettbewerb von Völs den zehnten Platz. Mit weiteren vier Top-15-Ergebnissen belegte er Rang 13 im Gesamtweltcup. In der Saison 2003/2004 bestritt er nur zwei Weltcuprennen. Nach einem 15. Platz beim Auftakt in Olang erreichte er am 18. Januar 2004 mit Rang acht in Garmisch-Partenkirchen seine beste Platzierung im Weltcup. Im Winter 2004/2005 war er in den ersten beiden Rennen nicht dabei, sondern startete erst beim Doppelweltcup in Oberperfuss. Nachdem er im ersten Rennen Elfter geworden war, kam er im zweiten schwer zu Sturz und erlitt eine Verletzung im Sprunggelenk. Danach startete Damian nicht mehr im Weltcup. In den nächsten zwei Jahren nahm er noch an Rennen im Interkontinentalcup teil, dabei gelang ihm zu Beginn der Saison 2006/2007 ein zweiter Platz in Moos in Passeier. Nach 2007 nahm der Südtiroler auch im Interkontinentalcup an keinen Wettkämpfen mehr teil.

## Sportliche Erfolge

### Europameisterschaften
- Frantschach 2002: 24. Einsitzer

### Juniorenweltmeisterschaften
- Kindberg 2004: 5. Einsitzer

### Junioreneuropameisterschaften
- Umhausen 2000: 13. Einsitzer
- Tiers 2001: 11. Einsitzer
- Kreuth 2003: 8. Einsitzer

### Weltcup
- Saison 2002/2003: 13. Einsitzer-Gesamtweltcup
- 2 Platzierungen unter den besten zehn